# Mildred Richardson
Mildred Richardson, född 19 juli 1893 i Paddington och död juni 1987 Westminster, var en brittisk konståkare under 1920-talet. Hon medverkade vid olympiska vinterspelen 1924 i Chamonix, i par med Thomas Richardson och de kom då på åttonde plats.